# Westermannia equina
Westermannia equina är en fjärilsart som beskrevs av W. Warren 1916. Westermannia equina ingår i släktet Westermannia och familjen trågspinnare. Inga underarter finns listade i Catalogue of Life.